# فلسفه فیزیک
فلسفهٔ فیزیک به مطالعهٔ بنیادها، چرائی‌های فلسفی، تاریخ، و شیوه‌های علمی به کار رفته در علم فیزیک می‌پردازد.
فیزیک، علم اثبات هستی است. پس، فلسفه فیزیک، فلسفه‌ای است در جهت شناخت و تقابل آرای هستی‌شناسانه، از دیدگان علم، تجربه و آزمون.
یکی پارادوکسهای جالب در مورد فضا-زمان:
با توجه به مسافتهای کهکشانیه بسیار دور (سال نوری) اگر ساکنین منظومه‌های دیگر این امکان را بیابند که زمین ما را ببیند چون نوری که به آنها می‌رسد بازتابی از از زمان حیات دایناسور هاست (یا دوران‌های زمین‌شناسی دیگری پیش از حیات انسان) قادر به دیدن ما نخواهند بود، پس از دید آنان هم‌اکنون آن زمان وجود دارد.

## تقلیل‌گرایی
تقلیل‌گرایی و اصالت فروکاهی پدیده‌های پیچیده به مدلهای محدودتر، ساده‌تر، و با درجات آزادی کمتر از جملهٔ اصول اصلی پذیرفته شده در فیزیک و مکانیک کلاسیک است.
در سوی مقابل آن پدیده‌های پیچیده مورد مطالعات امروزین علمی کل‌نگری یا جامع‌نگری را به هنگام مدل‌سازی طلب می‌کند.

## فلسفهٔ مکانیک کوانتومی
تولد و ظهور مکانیک کوانتومی در اواخر سده نوزدهم (م) بروز مباحثات، تناقضات، و پرسش‌های فراوانی را در بسیاری از زمینه‌های اساسی و بنیادین فیزیک و مکانیک کلاسیک باعث گردیده‌است:

### رفتارهای عینی
رفتارهای عینی و آفاقی پدیده‌ها از جمله شالوده‌های اصلی است که قوانین علمی فیزیک و مکانیک کلاسیک بر آن‌ها بنا شده‌است.

## فلسفهٔ نسبیّت
در حالت کلی تمام دیدگاه‌ها و مقیاس‌های ما نسبی می‌باشد؛ یعنی یک اصل را نسبت به یک پارامتر خاص بیان یا مشاهده و عمل می‌کنیم. به عنوان مثال وقتی از یک سال نوری صحبت می‌کنیم، مقصود مقدار مسافتی است که فوتون‌های نور در یکسال شمسی آن مسافت را طی می‌نماید. و این یکسال در مقیاس اندازه‌گیری ما مدّت زمانی است که کرهٔ زمین یک دور کامل به دور خورشید چرخیده‌است.
امّا برای شخصی که در خارج از منظومه شمسی یا در سیاره دیگر زندگی می‌کند، این مدّت زمان قابل تحلیل و اندازه‌گیری نخواهد بود.
پس از دیدگاه ما یکسال نوری نسبتی از حرکت نور و چرخش زمین به دور خورشید می‌باشد.
و این نسبی بودن همواره در تمامی واحدهای اندازه‌گیری مانند، ثانیه و ساعت، درجهٔ دما، سانتیمتر و متر و … صادق است.